# Пайнхаус
Езерото Пайнхаус (на английски: Pinehouse Lake) е 15-о по големина езеро в провинция Саскачеван. Площта му, заедно с островите в него е 404 км2, която му отрежда 122-ро място сред езерата на Канада. Площта само на водното огледало без островите е 373 км2. Надморската височина на водата е 384 м.
Езерото се намира в централната част на провинция Саскачеван. Дължината му от север на юг е 58 км, а максималната му ширина – 15 км.
Пайнхаус има силно разчленена брегова линия с множество заливи, протоци, полуострови и острови с площ от 31 км2.
През северната част на езерото от запад на изток протича река Чърчил.
Покрай западния бряг на езерото преминава провинциално шосе № 914, на което се намира и единственото селище Пайнхаус по бреговете на езерото, в близост до което има малко сезонно летище.